# Pachacútec
Pachacútec o Pachacuti, también conocido como Pachacuti Inca Yupanqui, (Cuzco, ca. 1400–Cuzco, ca. 1471) fue el noveno gobernante del Estado inca y quien lo gobernó en su expansión desde un curacazgo regional hasta convertirse en un imperio. Habría tomado su nombre al momento de recibir el mascapaicha. Su padre, Huiracocha Inca, lo designó como sucesor alrededor de 1438, tras dirigir victoriosamente la defensa militar del Cuzco ante la invasión del belicoso ejército chanca.
Como parte de su visión de estadista y caudillo guerrero, conquistó muchas etnias y estados, destacando su conquista del Collao, que acrecentó el prestigio de los incas y particularmente de Pachacútec, quien por la notable expansión de sus dominios fue considerado un excepcional líder, dando vida a historias épicas e himnos gloriosos en tributo a sus hazañas. Numerosos curacas no dudaban en reconocer sus destrezas e identificarlo como «hijo del Sol» (en quechua clásico, <indi churin> o <indip churin>).
Mientras aún vivía, su hijo y sucesor Túpac Yupanqui derrotó al reino chimú y continuó con la expansión del Tahuantinsuyo. Además de conquistador, guerrero y emperador, diversas crónicas afirman que fue también un gran administrador, planificador, filósofo, observador de la psicología humana y carismático general.
Pachacútec es el primer soberano inca del cual se encuentran referencias históricas que corroboran su existencia, por cual es reconocido como el «primer inca histórico», sin embargo, la relevancia de su figura y legado, así como el de su denominación, lleva a pensar a varios estudiosos que tiene una importancia mucho mayor que la de solo un personaje, llegando a representar el inicio de toda una época de transición y reestructuración para la sociedad inca, etapa de cambios que continuaría posterior a su muerte en 1471, por su hijo Túpac Yupanqui y su nieto Huayna Cápac.

## Nombre
Las fuentes del siglo XVI en general suelen utilizan variantes ortográficas de Pachacuti Inga, Pachacuti Yupangui y Pachacuti Inga Yupangui para referir a este inca. Antes de su coronación, el príncipe aparece referido como Inga Yupangui (y sus variantes escritas) en las crónicas del siglo XVI como las de Juan de Betanzos, Pedro Cieza de León, Polo Ondegardo y Pedro Sarmiento de Gamboa. Debe recordarse que el «quechua del inga» presentaba el rasgo de sonorización de consonantes oclusivas después de una consonante nasal, hoy ausente en el quechua sureño pero presente en dialectos como el ecuatoriano. De acuerdo con la versión de Pedro Sarmiento de Gamboa, sin embargo, su nombre de pila habría sido <Cusi> 'contento, dichoso', reconstruible al quechua del siglo XVI como *[kuʂi].

Dicho es en la vida de Inga Viracocha cómo tuvo cuatro hijos legítimos, de los cuales el tercero se llamó Cusi, y por sobrenombre Inga Yupangui Inga [...]
Pedro Sarmiento de Gamboa, Historia índica, 1570, cap. 26.

Respecto de las dos formas escritas Pachacútec y Pachacuti, debe mencionarse que ambas formas son usuales en castellano contemporáneo. El antropónimo aparece siempre escrito como <Pachacuti> o <Pachacute> en las crónicas y documentos del siglo XVI. Dicha forma escrita puede reconstruirse al quechua pacha kutiy (escrito aquí en ortografía quechua contemporánea). La popularidad contemporánea de la forma <Pachacútec> (en ort. quechua actual: Pachakutiq) es atribuible a que es esta la usada por el Inca Garcilaso de la Vega en sus Comentarios reales de los incas de 1609. Se trata de un compuesto quechua que hace referencia a un importante concepto de la cultura andina prehispánica.
Tanto por la evidencia documental, como por el análisis gramatical, es hoy consensual entre los especialistas que el compuesto es puramente quechua. Está formado por el sustantivo pacha, que significa ‘tierra, región, época, mundo’, y el verbo kuti- ‘cambiar, girar, volver a un punto de inicio’. La aparente ausencia de una marca de nominalización se atribuye a que los escribientes castellanos no reconocieron la presencia del nominalizador de acción -y. Consecuentemente, kuti-y es ‘cambio, giro, vuelta, regreso’. Betanzos traduce el antropónimo como 'vuelta del tiempo' y Rodolfo Cerrón Palomino traduce el compuesto como 'la vuelta del mundo'. (Véase también el artículo correspondiente en esta enciclopedia.) La escritura garcilasiana responde a que el Inca restituye el nominalizador de agente -q en vez del de acción -y. Recuérdese que, en quechua, la presencia de una consonante uvular como /q/ genera que la vocal /ɪ/ adquiera una pronunciación cercana a la /e/ del castellano. Sin embargo, tal restitución contradice la documentación temprana y es además poco plausible gramaticalmente, puesto que el verbo kuti- es intransitivo y para adquirir el significado de ‘el que da vuelta al mundo’ habría requerido algún morfema alterador de la valencia verbal. De ese modo, la forma restituida por Garcilaso <Pachacutec> *pacha kuti-q resultaba en realidad agramatical en quechua para este significado, y el significado de ‘el que da vuelta al mundo’ habría requerido más bien una expresión como *pacha kuti-chi-q.
La adopción del nombre Pachacuti habría ocurrido en el momento de ser coronado con la mascapaicha tras salir vencedor de la guerra con los chancas. La versión betanciana de ese evento incluye además los nombres o epítetos cápac (en ortografía quechua actual: qhapaq) e Indichuri (‘hijo solar’; en ortografía quechua actual: Inti churi). Algunos historiadores han interpretado el pasaje betanciano como indicando el nombre completo del inca.[cita requerida]

Y hera costumbre entre estos señores que quando aquello ansí se hazía, el que la tal borla le ponía en la cabeça al otro, juntamente con ponérsela le avía de nombrar e dar nombre, el qual l[e] avía de tener desde allí adelante. E ansí Viracocha Ynga, como le pusiese la borla en la cabeça le dijo: Yo te nombro para que de oy más te nombren los tuyos e las demás naçiones que fueran subjetas Pachacuti y Ynga Yupangue Cápac e Indichuri, que dize buelta de tienpo rey Yupangue, hijo del sol. El Yeupangue [sic] es el alcuna [sic] e linaje de do ellos son porque ansí se llamava Mango Cápac, que por sobrenombre tenía Yupangue.
Juan Diez de Betanzos, Suma y Narración de los Incas, [1551], cap. xvii, ff. 38v-39r.

## Biografía

### Origen
Nacido en el palacio de Cusicancha o 'la casa de regocijo', fronterizo al templo del Coricancha. Su nombre original era Inca Yupanqui (o Cusi), que ha sido interpretado como «príncipe dichoso». Fue hijo de Huiracocha Inca y de la Coya Mama Runto. Tuvo un hermano menor, Cápac Yupanqui, y varios medios hermanos. Su ayo Micuymana fue quien le enseñó lengua, historia y leyes, así como el manejo de los quipus.
Tras cumplir el rito del Warachikuy, el joven príncipe Cusi Yupanqui participó en empresas militares bajo la dirección de los generales Apu Maita y Vicaquirao. Sarmiento de Gamboa refiere que «sus jefes tenían buena esperanza por el valor que mostraba en su florida adolescencia».Fue admirado por los nobles incas, pues tenía la valentía, inteligencia y madurez que tanto le hacía falta a su medio hermano, Urco, quien había sido nombrado sucesor de Huiracocha.Se dice que los nobles aconsejaron a Huiracocha que lo nombrara como su nuevo heredero, pero Huiracocha se había encariñado tanto con Urco que siempre lo prefería ante cualquiera otra persona. Cuando Huiracocha decidió retirarse al valle de Yucay, envió mascapaicha (símbolo del poder real inca) a Urco, que asumió así como correinante de la confederación cuzqueña. Sin embargo, Inca Urco, en vez de cumplir su función política, cayó en la holganza y pasó el tiempo en diversiones y vicios.

### Conflicto con los chancas

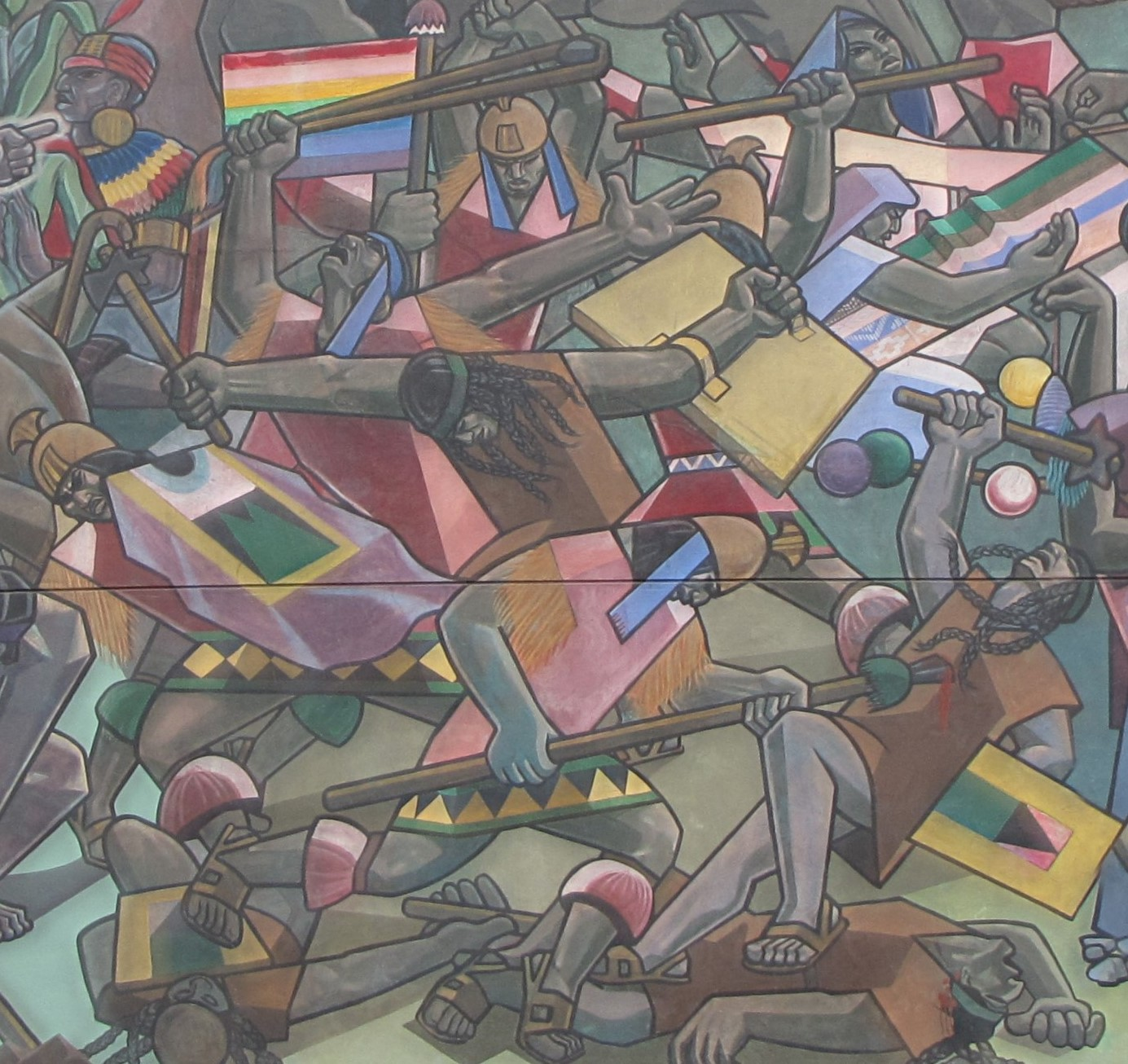
La guerra de los incas contra los chancas ha sido considerada como el episodio fundamental de la organización del Tahuantinsuyo. Su recuerdo inspiró muchas formas de representación artística. La ilustración muestra un soldado chanca atacando a soldado inca (detalle de la pintura de Juan Bravo).

Hacia 1430 se produjo la invasión de los chancas. Se hallaban estos ya en Vilcaconga, cuando enviaron sus emisarios a Cuzco para exigir la rendición a Huiracocha Inca. Este, ya anciano y temeroso del poderío de los invasores, respondió que estaba de acuerdo con someterse y que deseaba entrevistarse con el jefe chanca. Acto seguido, Huiracocha, su esposa favorita Curi Chulpi y sus hijos, Inca Urco y Socso, huyeron del Cuzco y se refugiaron en el fuerte de Caquia Xaquixahuana, ante la sorpresa de la etnia inca, que depositó entonces su esperanza en Cusi Yupanqui, quien recibió el apoyo de los generales Vicaquirao y Apo Mayta para organizar la defensa de Cuzco.
Cusi Yupanqui pidió a su padre que regresara a encabezar la defensa de Cuzco, pero al recibir su negativa, hizo un llamado general a las etnias vecinas para resistir juntos a la amenaza chanca. Los canas fueron los únicos que se aliaron a los incas, mientras que por otro lado, los ayarmacas fueron los únicos que apoyaron a los chancas; las demás etnias esperaron a ver el bando sobre el que se inclinaría la victoria para unírseles a él.La primera batalla fue en Cuzco, donde todos los habitantes participaron en la defensa, construyendo fosas cubiertas por ramas y tierra donde cayeron muchos chancas al cargar. Destacó entre ellos una mujer, Chañan Qori Coca, que luchó tan bravamente que hizo retroceder al enemigo de su barrio. Los soldados del ejército inca finalmente vencieron, impresionando a las etnias espectadoras, quienes se unieron a su lado en las siguientes batallas.En Yahuarpampa, la victoria inca se acentuó, dando origen a la leyenda de los soldados de piedra.
Una vez derrotados los chancas, los incas alistaron las celebraciones en Cuzco a las cuales Huiracocha fue invitado por Cusi Yupanqui; sin embargo, Huiracocha se negó a recoger el fruto de la victoria, pues consideraba que ello debía hacerlo Inca Urco, por ser el correinante al momento de la invasión chanca. Obviamente, ni Cusi Yupanqui ni nadie quiso recibir a Inca Urco. Motivado por la envidia, Inca Urco organizó un pequeño ejército y marchó a Cuzco para derrocar a Cusi Yupanqui pero este, hábilmente preparado, lo derrotó. Inca Urco fue herido de una pedrada en la garganta, siendo capturado y descuartizado. Sus restos fueron arrojados al río Tambo. Furioso por la muerte de su hijo predilecto, Huiracocha regresó a su palacio en Calca y no quiso volver a vivir en el Cuzco.

### Ceñimiento de la mascapaicha

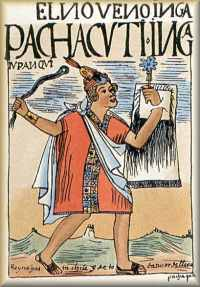
«El noveno inga: Pachacvti Inga Ivpanqui». Dibujo de Felipe Guamán Poma de Ayala (coloreado) en Nueva crónica y buen gobierno (1615).

Al morir Inca Urco, Cusi Yupanqui fue el único candidato adulto para asumir el gobierno de la confederación cuzqueña. Se iniciaron los preparativos para la ceremonia en la que el príncipe se ceñiría la mascapaicha. A solicitud de Cusi Yupanqui, una comitiva de orejones se dirigió a Calca en busca de Huiracocha Inca para solicitar y rogar que fuera al Cuzco a entregar la mascapaicha al nuevo soberano; de ese modo enmendaría la deshonra de haber abandonado la capital en pleno conflicto contra los chancas.

…y los tales señores caciques se fueron de allí derechos donde Huiracocha Inca estaba y le dijeron cómo Inca Yupanqui los enviaba allí a que viesen en qué era servido, que ellos le sirviesen; y como Virachoca Inca los viese delante de sí y tan gran multitud de señores y de tanto poder, holgose mucho de ello […]. Después de repartirles vasos de chicha y porciones de coca, levantose en pie Huiracocha Inca y considerando que pues su hijo le enviaba aquellos señores y ellos tanto le amaban y le querían por señor, que era justo que él asimismo en ello les animase. Les hizo cierta oración, por la cual él de su parte les agradecía lo que por él y por su hijo habían hecho, y que ya sabían […] que él hasta allí había sido señor del Cuzco, y que se había salido de él por causas que para ello le movieron; y que de allí en adelante Inca Yupanqui, su hijo, había de ser Señor en la ciudad del Cuzco.
Tomado de Suma y narración de los Incas, del cronista Juan de Betanzos.

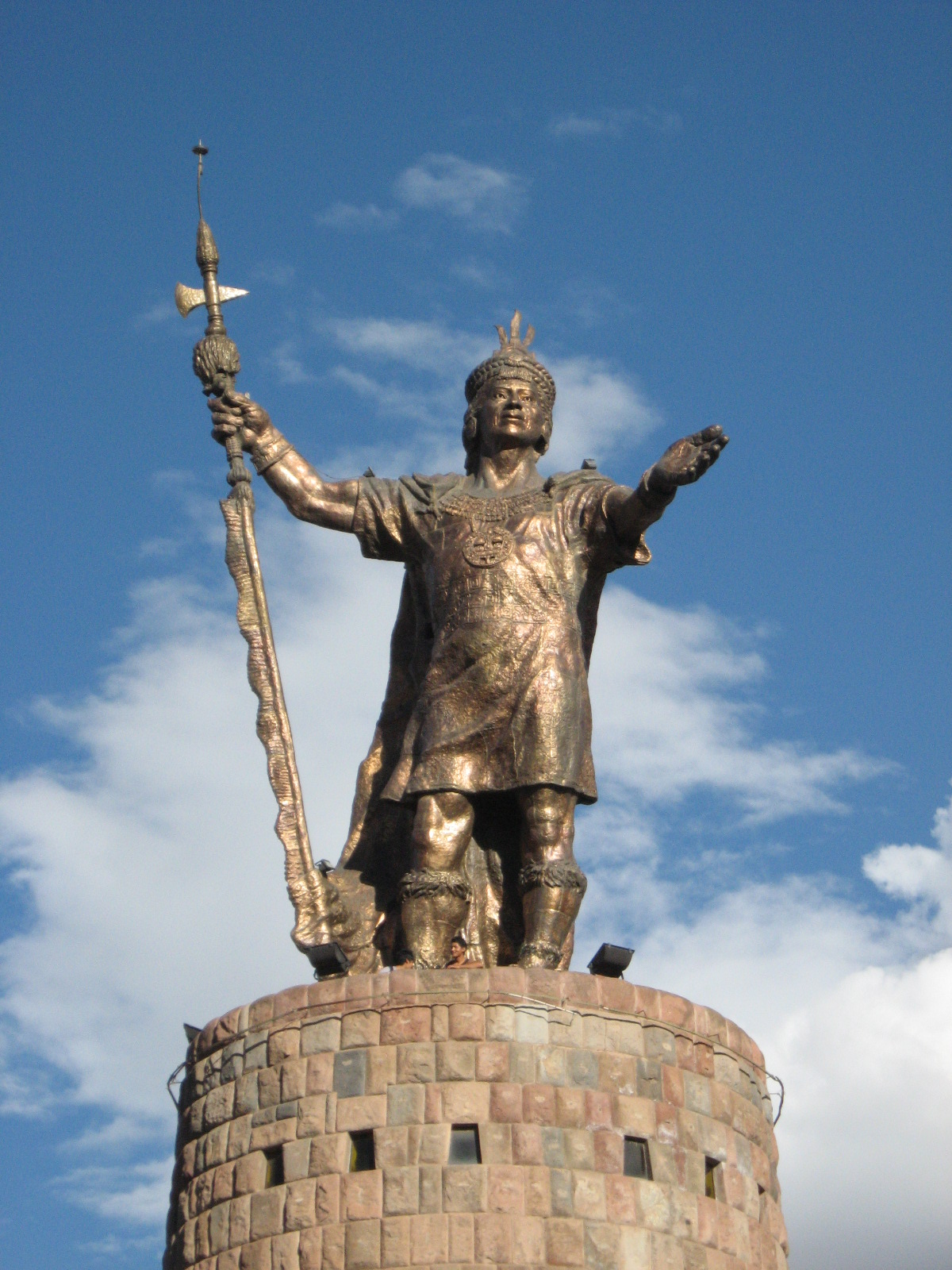
Torre y monumento al inca Pachacuti en el Cuzco, de varios pisos de altura, y un museo en su interior.

Numerosas llamas cargadas de ofrendas comenzaron a llegar a la ciudad del Cuzco desde los poblados vecinos e, incluso, desde más lejos. Del Antisuyo se traían innumerables cestas de coca, hierbas y resinas aromáticas; de los yungas, por su parte, llegaban conchas utilizadas en los sacrificios, así como pimientos y rocotos rojos que serían empleados para sazonar el banquete real.Conforme se aproximaba el día de la ceremonia, los curacas y nobles confederados invitados hacían su ingreso en la capital con gran fastuosidad rodeados por su séquito. Cada uno de los visitantes traía hermosos regalos en señal de reconocimiento, entre los que podían observarse vistosas andas, queros decorados, suaves mantas, metales preciosos y exóticas plumerías. Para la ocasión, tomó como coya ("esposa principal") a Mama Anahuarque, natural del Aillu Chocco.
Llegado el día esperado, después de que los sacerdotes encabezados por el Willac Umu hicieran una serie de sacrificios y plegarias, incluyendo la inmolación de cien niños como parte del ritual conocido como Capac Cocha, el propio Huiracocha Inca procedió a colocar la borla real en la cabeza del joven Cusi Yupanqui, nombrándolo de allí en adelante, como Pachacuti y dándole los títulos de cápac y de Indichuri.Una vez investido como Inca, Pachacútec determinó que fuera su padre el primero en rendirle homenaje. Para ello el viejo Inca debió beber una olla llena de chicha hasta dejarla vacía. Sin ninguna objeción, Huiracocha cumplió lo ordenado y, al terminar, se inclinó pidiendo perdón por haber abandonado el Cuzco en plena guerra. Pachacútec, respetando siempre el rango del anciano, y a la vez como hijo, lo ayudó a incorporarse inmediatamente.

### Gobierno (1438–1471)

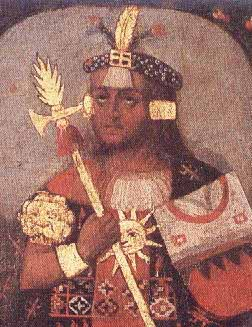
Retrato de Pachacuti por la escuela cuzqueña,.

Según la información recogida por varios cronistas, los historiadores aceptan comúnmente que el gobierno de Pachacútec se inició alrededor del año 1438 y terminó con su muerte alrededor del año 1471. Durante su gobierno, consolidó el curacazgo inca frente a amenazas de pueblos locales y lo transformó en el Tahuantinsuyo, iniciando una época imperial para los incas. Realizó varias expediciones conquistadoras y encargó otras a su hermano Cápac Yupanqui y a su hijo Túpac Yupanqui. Por todo esto, su gobierno es reconocido como uno de los más exitosos en la historia de la América precolombina.

#### Inicio de la expansión imperial
Al igual que sus antecesores, la primera actividad que debió realizar el nuevo Inca fue enfrentar una rebelión, esta vez organizada por los descendientes ayarmacas de Tocay Cápac. Una encarnizada batalla se llevó a cabo en Huanancancha, pero la superioridad del ejército inca dio la victoria a Pachacútec, quien, decidido a aniquilar definitivamente a los insurrectos, asoló los pueblos enemigos diezmando gran parte de su población. Después de esta derrota, el peligroso curacazgo de los ayarmacas no volvería a recuperar su antiguo poderío. El sinchi ayarmaca fue conducido como prisionero al Cuzco, donde pasó el resto de sus días encerrado en prisión.
Durante los primeros meses de su gobierno, Pachacútec tuvo que someter a varios sinchis vecinos del Cuzco: Páucar Ancho y Tocari Topa de Ollantaytambo; Ascaguana y Urcocona de Huacara; y Alcapariguana de Toguaro. A diferencia de las guerras realizadas en los reinados anteriores, estas campañas militares representaban un verdadero esfuerzo por consolidar una unidad territorial, un predominio de los cusqueños sobre sus comarcanos. Las numerosas guerras que sostendría en el futuro le permitirían adquirir una enorme extensión territorial.

#### Primera expedición conquistadora

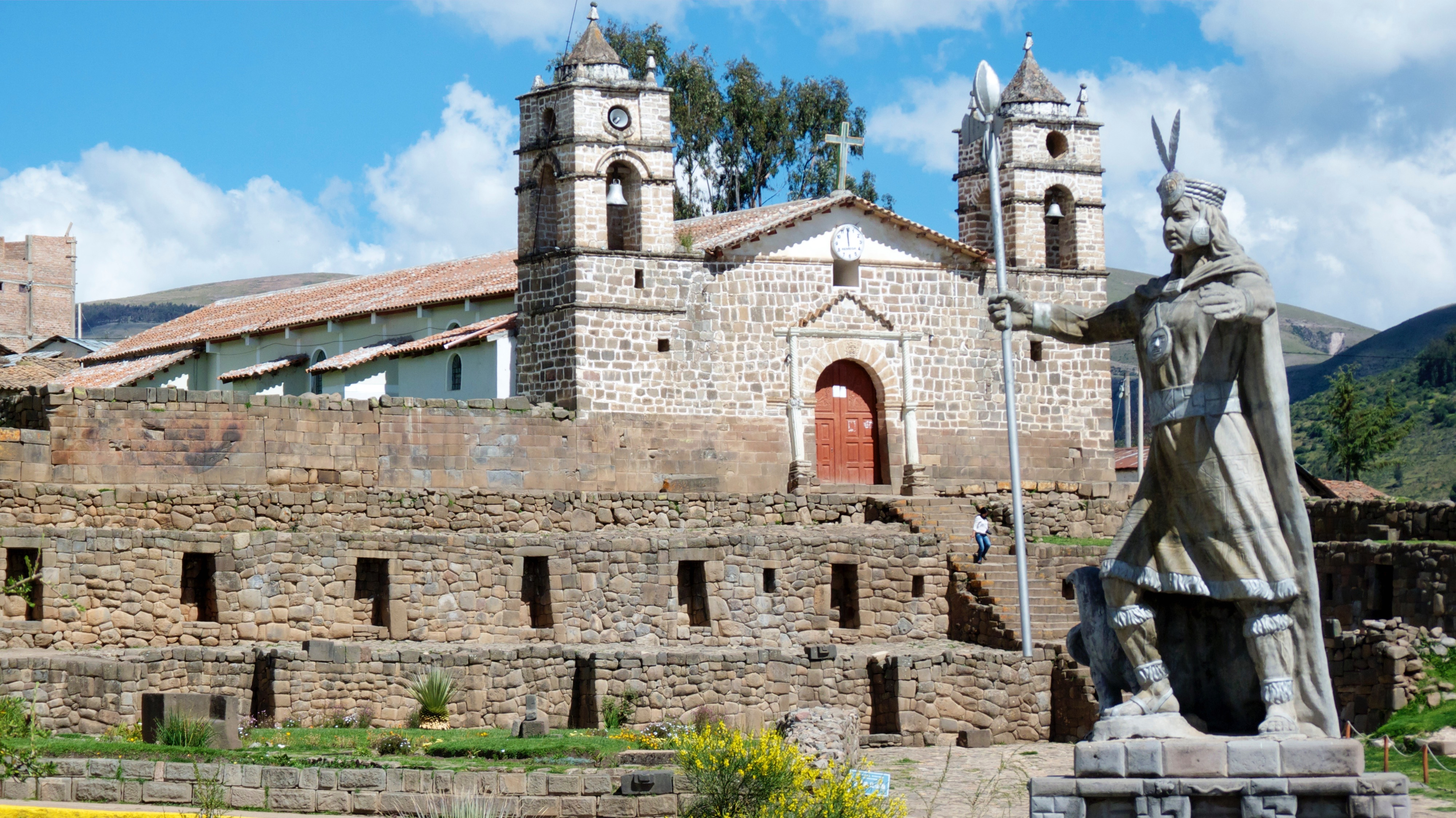
El templo del Sol de Vilcashuamán, mandado a construir por Pachacútec. Actualmente bajo la iglesia erigida durante la conquista española.

Dominados los curacas vecinos, Pachacútec decidió organizar una expedición hacia los antiguos territorios chancas. Al mando de más de 40.000 hombres, transportado en andas, el Inca se dirigió hacia el río Apurímac. Al llegar a Curahuasi, a 26 leguas del Cuzco, entregó una palla del Cuzco al jefe o sinchi chanca Túpac Uasco. Con este acto, Pachacútec logró la adhesión del sinchi. La expedición continuó hacia Andahuaylas, donde, tras una reunión del consejo de orejones, se resolvió avanzar hacia el territorio de los soras. La resistencia ofrecida por los sinchis Guacralla, de Soras, y Puxayco, de Chalco, fue desbaratada con facilidad.  Los soras y rucanas huyeron hacia las proximidades del río Vilcas y se refugiaron en un peñón.
Pachacútec estableció su cuartel en Soras y permaneció allí todo el invierno, pues las lluvias le impedían continuar. Pasado el invierno, salieron dos ejércitos incas: el uno al mando de Cápac Yupanqui (hermano del Inca), que se dirigió hacia la costa para conquistar el señorío de Chincha; y el otro al mando de Apu Mayta, para cercar a los soras y los vilcas refugiados en el peñón de Vilcas. Sobre estas campañas militares llevadas a cabo por los generales de Pachacútec, existe mucha confusión entre los cronistas, y no es posible hacer una correlación cronológica de los hechos.
Después de permanecer algún tiempo en Soras, Pachacútec levantó su cuartel general y se desplazó hacia Huamanga, conquistando todos los pueblos visitados en el trayecto. El siguiente objetivo fue Vilcashuamán, un centro importante de la región. Cuando llegó a este lugar, Pachacútec mandó construir un Templo del Sol y varias edificaciones. De esta manera, el asentamiento se convirtió en un importante centro administrativo.
Una vez dominada toda la región de los chancas y sus confederados, se emprendió el regreso a tierras cusqueñas. Antes de llegar a la capital, el Inca debió someter a los sinchis Ocacique y Otaguasi, señores del pueblo de Acos, localizado a diez leguas del Cuzco. Como represalia por haber sido herido en la cabeza durante el enfrentamiento, Pachacútec desterró a los sobrevivientes y los reubicó en los términos de Huamanga, donde está hoy el pueblo de Acos.

#### Expedición hacia el Collasuyo

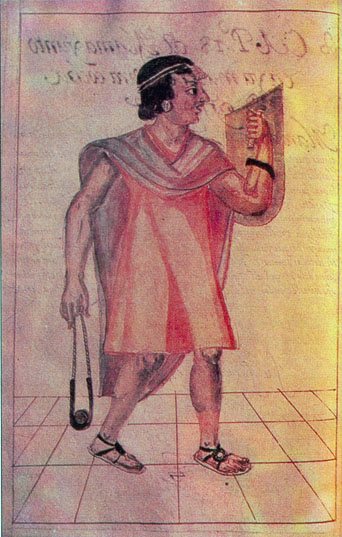
Pachacuti, emperador inca que reinó entre 1438 y 1471, tal como fue representado en la crónica de Martín de Murúa a fines del.

Habían pasado aproximadamente diez años desde la coronación de Pachacútec, cuando el viejo Inca Huiracocha moría en su residencia de Calca. En honor a su rango, Pachacútec organizó un solemne entierro. El cuerpo del Inca difunto fue paseado en andas por el Cuzco portando sus armas e insignias reales. El cortejo fúnebre se desplazaba acompasado por el lento retumbar de los tambores, cuyo sonido marcaba el paso de decenas de guerreros.
Al poco tiempo, Pachacútec reinició su campaña militar expansionista, enviando un grupo de soldados al mando de Apo Conde Mayta hacia la frontera con los collas, poderoso grupo que tenía como señor a Chuchi Cápac, también conocido como el Colla Cápac. No tardó Pachacútec en unirse a estas tropas de avanzada, ingresando en tierras enemigas hasta llegar al pie del Vilcanota.
Enterado el Colla Cápac de la incursión inca en sus territorios, se dirigió con sus ejércitos al pueblo de Ayaviri para esperar a los cuzqueños. Al llegar a esta localidad, Pachacútec pudo comprobar que no se produciría un sometimiento pacífico, por lo que se entabló una larga batalla. A medida que la lucha se prolongaba temiendo ser derrotados, los collas se replegaron hacia Pucará, hasta donde fueron perseguidos por los incas. En Pucará se libró un segundo enfrentamiento del que no solamente salieron victoriosos los cusqueños, sino que lograron tomar prisionero al poderoso Colla Cápac. Una vez asegurado el triunfo, Pachacútec se dirigió a Hatun Colla, morada del curaca derrotado, donde permaneció hasta que todos los pueblos subordinados se acercaron a rendirle obediencia.
Tras pequeñas luchas con los pobladores de Juli y los pacasas, Pachacútec consiguió dominar todo el Collao, dejando allí guarniciones y un gobernador general. Su siguiente destino fue el territorio de Condesuyos: sus conquistas le llevaron por Arequipa y Camaná. Terminado esto, regresó al Cuzco por Chumbivilcas.
Ocurrieron también sublevaciones de algunos pueblos sometidos. Estando en el pueblo de Cuyos, Pachácútec fue víctima de un atentado contra su vida. Un ollero se le acercó y le dio un fuerte golpe en la cabeza, dejándolo herido, aunque no de gravedad. El agresor fue apresado y bajo tortura confesó haber actuado por orden de los curacas o caciques de Cuyos. Estos fueron apresados y ejecutados. El pueblo de Cuyos fue arrasado. Otro acontecimiento importante que ocurrió en esta época fue el nacimiento del príncipe Túpac Yupanqui.

#### Expediciones encargadas por Pachacútec

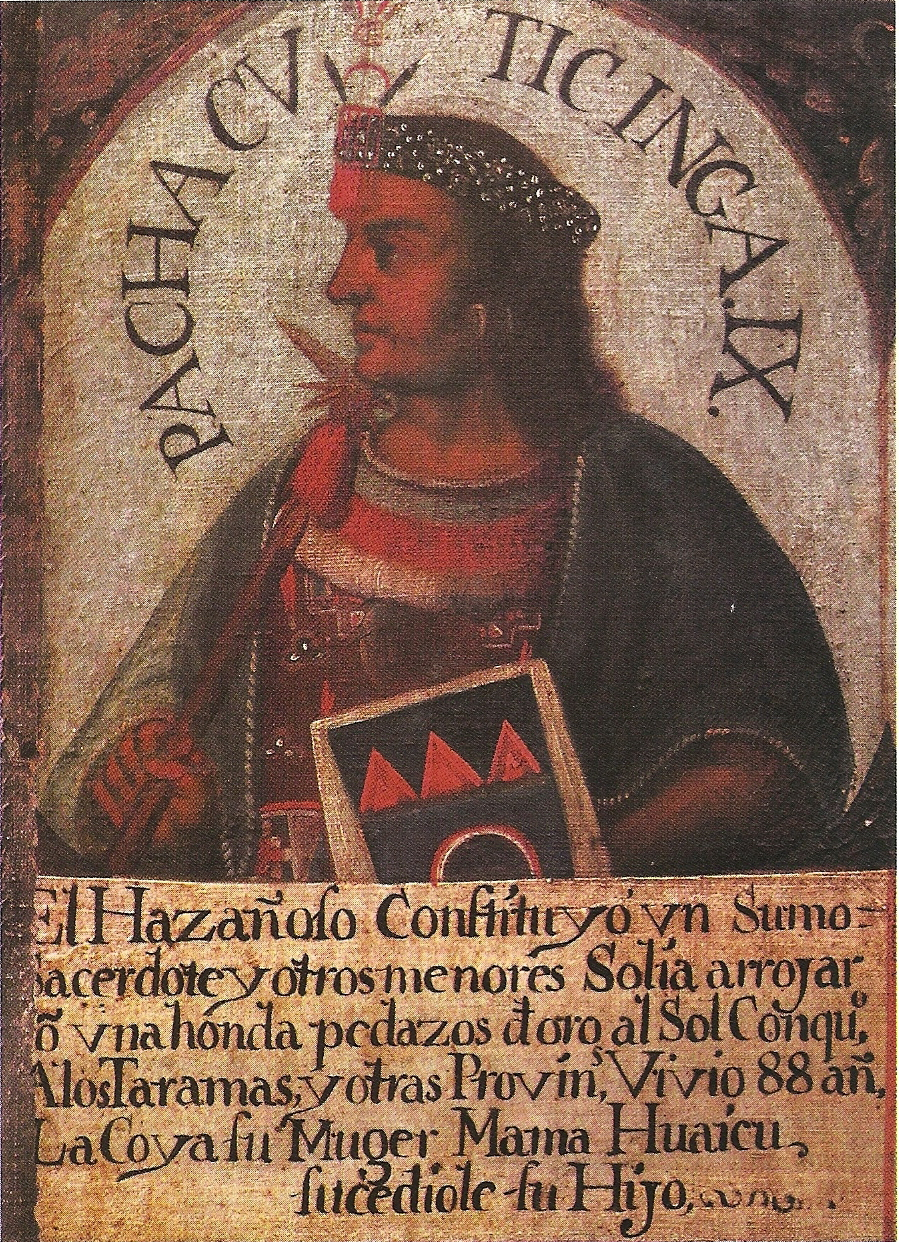
Pachacuti fue, además del iniciador de la expansión inca, el gran reformador de la organización política del Cuzco incaico.

Tras la victoria sobre chancas y collas, las obligaciones legislativas y administrativas de Pachacútec lo retuvieron en el Cuzco, por lo que tuvo que encargar  a sus subordinados las siguientes expediciones conquistadoras del Imperio Inca, mientras él se encargaba de la remodelación del Cuzco y la consolidación del gobierno imperial.
La primera de dichas expediciones fue encargada a su hermano Cápac Yupanqui hacia territorios del Chinchaysuyo, y las demás a su hijo y sucesor Túpac Yupanqui tanto al norte como al sur del imperio. Con estas conquistas, el Tahuantinsuyo llegaría cerca de su máxima expansión y mejor consolidación.

#### Expedición de Cápac Yupanqui al Chinchaysuyo
La conquista del Chinchaysuyo o las provincias del norte fue encomendada al general Cápac Yupanqui, que ya se había destacado en la conquista del señorío costeño de Chincha. Contaba con la colaboración de los guerreros chancas, al mando de Anco Huallu.
El ejército de Cápac Yupanqui marchó hacia el norte, siguiendo la ruta de Andahuaylas. Asediaron la fortaleza de Urcocollac, al norte de Huamangas, donde se habían refugiado un grupo de lugareños reacios a la dominación inca. Pero dos ataques sucesivos de los cuzqueños fracasaron estrepitosamente. Hasta que un tercer ataque, encomendado a los chancas, logró tomar la fortaleza. Esto provocó los celos de los cuzqueños, que temieron que los chancas se envalentonaran y se rebelaran contra su autoridad, por lo que informaron del hecho a Pachacútec. Por lo pronto, continuaron juntos con la campaña conquistadora.
El siguiente rival del ejército inca fue la nación huanca, del valle del Mantaro (actual ciudad de Jauja). Cápac Yupanqui les ofreció la paz a cambio de someterse, pero los huancas se negaron y resistieron con valor. Finalmente fueron derrotados, aunque el general inca se mostró magnánimo y liberó a los prisioneros, así como prohibió a sus tropas dedicarse al pillaje.
Luego, el ejército inca sometió Yauyos, Huarochirí y Canta (Atavillos). Prosiguió su avance hacia Bombón, donde se halla el lago Junín (donde no encontraron resistencia y se limitaron a cosechar los sembríos abandonados); y hacia la zona donde se ubica la actual ciudad de Tarma (cuyos habitantes, al verse en inferioridad militar, se sometieron).
Estando en camino hacia el norte, a la región de Huaylas (actual Áncash), Cápac Yupanqui recibió la respuesta de Pachacútec con respecto a los chancas: la orden era que los exterminara a todos. Sin embargo, los chancas se enteraron del mensaje y a medianoche levantaron su campamento y huyeron para internarse en la región selvática, donde provenían sus ancestros.
En Huaylas, Cápac Yupanqui derrotó a los grupos étnicos confederados de huaylas, pincos, piscopampas, huaris y conchucos, no sin antes construir el tambo militar de Maraycalle. Luego de que el inca derrotara a una facción sureste, avanzó en dirección norte hacia el río Yanamayo, donde fue atacado y obligado a retroceder a un lugar elevado. Eligió las alturas de Yauya por su ubicación estratégica, donde construyó un tambo militar. Desde este punto, dirigió los asedios a todas los centros poblados de la región. Los confederados tuvieron ventajas sobre los cusqueños debido a la ubicación elevada de sus fortalezas que las hacían inexpugnables. Luego de medio año de batallas, los incas lograron derrotar a los rebeldes.
En persecución de los chancas, Cápac Yupanqui llegó cerca de Cajamarca, capital de Guzmango Cápac, el señor de los cajamarcas. Este se alió con el Chimú Cápac, señor de los chimúes de la costa, y enfrentó a los incas. Pero Cápac Yupanqui, apelando a la astucia, apresó a los dos señores, y derrotó finalmente a los ejércitos aliados. El botín que recogieron los incas fue fabuloso. Enorgullecido, Cápac Yupanqui llegó a decir que había adquirido mayores trofeos que su hermano el Inca. Este desliz, sumado al hecho de que se había extralimitado en muchas de sus funciones, determinaron que Pachacútec lo condenara a la pena capital. Cápac Yupanqui murió ahorcado, aunque no se ha determinado si le aplicaron la pena o se autoeliminó.

#### Expediciones al mando de Túpac Yupanqui
Hacia 1460, cuando Pachacútec tenía 60 años de edad y casi 30 de reinado, nombró como correinante a su hijo legítimo primogénito, Amaru Inca Yupanqui. Pero este se mostró más apegado a la administración y a las actividades pacíficas, en una época en que se forjaba el imperio incaico a base de conquistas militares. Su carencia de cualidades militares se hizo evidente cuando se le encargó la represión de una rebelión de los collas. Ello provocó las críticas de los nobles, por lo que Pachacútec decidió separar a Amaru Yupanqui del correinado. En su lugar fue elegido el otro príncipe Túpac Yupanqui, que por entonces tenía 18 años de edad y estaba recién casado con su hermana Mama Ocllo II.
Túpac Inca Yupanqui era lo contrario de su hermano. Ya desde temprana edad demostró grandes dotes de guerrero. De inmediato, encabezó una expedición militar al Chinchaysuyo para anexar más territorios. El mando efectivo lo tenían tres generales, Tilca Yupanqui, Auqui Yupanqui y Túpac Cápac, todos hijos de Pachacútec.
Si bien la región entre el Cuzco y Cajamarca ya había sido anexada al imperio, quedaban todavía focos aislados de resistencia. Uno tras otro, Túpac Yupanqui los fue reduciendo. Llegado a Cajamarca, donde estableció su cuartel, dirigió sus miras hacia el reino chimú. Sabiendo que era difícil atacar Chan Chan, la capital chimú, por los arenales de la costa, elaboró una certera estrategia: bajar por las quebradas andinas y cortar el suministro de agua de la ciudad, desviando el curso de las torrenteras. Como Chan Chan se encontraba en medio del desierto, no tardó muchos días en anunciar su rendición.
Luego, Túpac Yupanqui se dirigió a la conquista de los chachapoyas, gente guerrera que le opuso tenaz resistencia, pero que terminaron por ser sometidos. En otra salida, Túpac Yupanqui marchó a la conquista de Cutervo, Huambo, Chota, llegando posiblemente hasta Huancabamba.
Terminada la primera expedición al norte, Túpac Inca Yupanqui volvió al Cuzco con numeroso botín y llevando a muchos orfebres y artesanos chimúes, para que enseñaran esas artes en la capital. Descansó ahí dos años, y enseguida salió nuevamente hacia el norte. Conquistó a los guayacondos, los bracamoros, los paltas, los cañaris. Llegó así hasta la tierra de Quito-Carangue. Fundó Tomebamba (donde nació su hijo, el futuro inca Huayna Cápac) y edificó la fortaleza de Quinche en las cercanías de Quito. Habían transcurrido cuatro años desde que dejara el Cuzco, pero pese a que era requerido en la capital, inició otra campaña de conquista en el norte, en la costa del actual Ecuador, entre Manta y Guayaquil, donde derrotó a los chonos, huancavilcas, punaeños y paches.
Los pueblos costeros de Manta eran expertos navegantes, que se adentraban en el mar en balsas de madera. Túpac Yupanqui se enteró a través de ellos de la existencia de unas misteriosas islas llamadas Ahuachumbi y Ninachumbi, rebosantes de riquezas. Entusiasmado por esta noticia, el joven inca organizó una nutrida flota de balsas, que partió desde Manta a descubrir dichas islas. Las crónicas de Pedro Sarmiento de Gamboa y Miguel Cabello de Balboa relatan el éxito de esta expedición. A las misteriosas islas a las que arribó Túpac Inca Yupanqui se las ha querido identificar con las islas Galápagos, la isla de Pascua e incluso la lejana Polinesia.
Victorioso y con abundante botín, Túpac Inca Yupanqui emprendió el retornó al Cuzco, del cual había estado ausente durante seis años. Su padre, el ya anciano inca Pachacútec, salió a recibirle en Vilcaconga. Ambos entraron triunfantes en la capital imperial, en medio de gritos de júbilo de la gente.

#### Consolidación imperial y renovación del Cuzco
Mientras su hijo Túpac Yupanqui se encargaba de las expediciones conquistadoras, Pachacútec se encargó y continuó con las remodelaciones de la capital del imperio: la ciudad del Cuzco. Al haber aumentado su población, las demandas de necesidades primarias también aumentaron, por lo cual el Sapa Inca emprendió una serie de obras constructivas y agrícolas: la formación de nuevos barrios, su distribución en solares y el levantamiento de nuevas plazas y canchas; Pachacútec hizo despoblar varias áreas alrededor de la ciudad para que fueran utilizadas como sementeras y reubicó a sus ocupantes en zonas con clima similar. Del mismo modo, se intensificó la producción agrícola gracias a la creación de canales en la ciudad del Cuzco, a la mejor distribución de aguas, a los nuevos sistemas de almacenamiento y a la construcción de andenes.

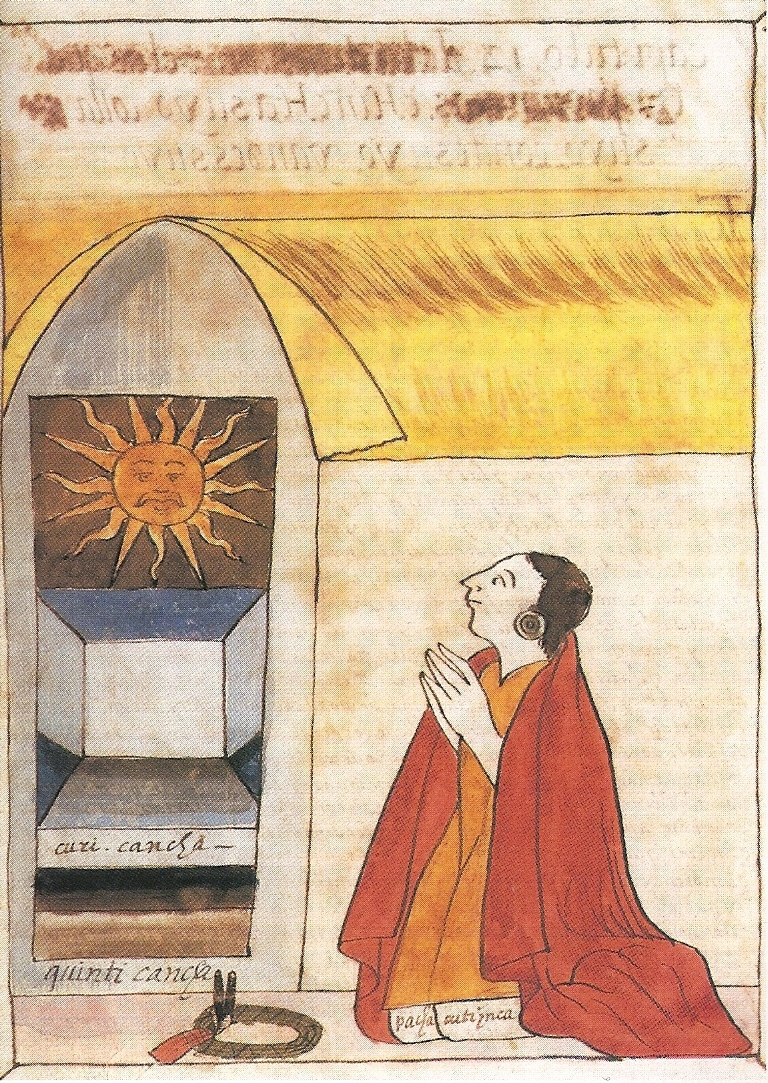
Ilustración de la crónica de Martín de Murúa que muestra al inca Pachacuti en el Coricancha.

Puede considerarse la primera gran obra arquitectónica de Pachacútec la reedificación del templo del Sol o el Inticancha: la edificación humilde de sus antecesores se transformó en un templo repleto de riquezas; se refaccionó la estructura con bloques líticos obtenidos desde las canteras de Salu, a cinco leguas del Cuzco; por toda la nueva suntuosidad del palacio pasó a ser conocido como Coricancha ('recinto de oro').

Y visto por él (Pachacuti) el sitio donde a él mejor le pareció que la casa debía se edificada, mandó que allí fuese traído un cordel, y siéndole traído, levantáronse del lugar donde estaban él y los suyos, y siendo ya en el sitio donde había de ser la casa edificada, él mismo por sus manos con el cordel midió y trazó la Casa del Sol; y habiéndola trazado, partió de allí con los suyos y fue a un pueblo que dicen Sallo, que es casi cinco leguas de esta ciudad, que es donde se sacan las canteras, y midió las piedras para el edificio de esta casa, y así medidas, de los pueblos comarcamos pusieron las piedras que les fue señaladas y las que fueron bastantes para el edificio de esta casa [...] así como el Inca Yanqui la había trazado e imaginado.
Tomado de Suma y narración de los Incas, del cronista Juan de Betanzos.

Uno de los cambios más importantes realizados por Pachacútec fue la división del creciente imperio en cuatro suyos, teniendo como centro la ciudad del Cuzco; al este el Antisuyo, al oeste el Contisuyo, al norte el Chinchaysuyo y al sur el Collasuyo. Con el propósito de fortalecer "la generosidad de la administración" en el Tahuantinsuyo, el Sapa Inca ordenó la creación y expansión del Acllahuasi, una red de edificios residenciales de las acllas, que eran grupos de mujeres especializadas en varias actividades productivas y artísticas, particularmente la textilería, la cerámica y la preparación de chicha, y que estaban obligadas a prestar servicios laborales al estado.

### Muerte y sucesión

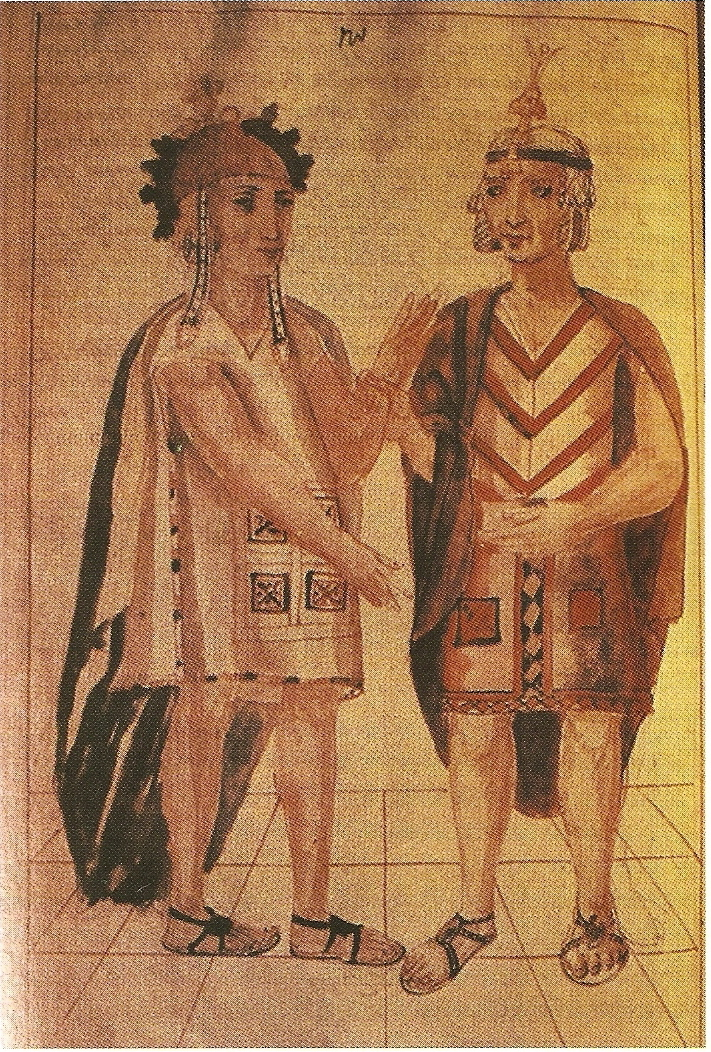
Pachacuti no tuvo ninguna duda de que el joven Túpac Yupanqui era el más capacitado de sus hijos para sucederlo en el poder (dibujo de Martín de Murúa).

Pachacútec murió naturalmente en pleno apogeo del imperio. Fue reconocido y valorado como el más grande Sapa Inca por sus contribuciones a la expansión y consolidación del naciente imperio incaico. Su momia fue llevada en su tiana o asiento, cargada por los grandes señores hasta la plaza Aucaypata, donde se le rindió homenaje. Las exequias reales se iniciaron con el encuentro entre las momias de Pachacútec y Huiracocha Inca. El fallecido soberano fue vestido con suntuosas mantas y adornos de oro y plata, además de un tocado de plumas y un escudo de armas. Finalmente, su momia fue colocada en el centro de Tococache (actual barrio de San Blas, en Cuzco) en un templo dedicado al trueno que él mismo mandó a edificar.
Hacia el final del reinado de Pachacútec, la gestión del imperio estaba en manos de Yamqui Yupanqui, un importante general y cogobernante de Hanan Cuzco de Pachacútec (el principal gobernante de Hurin Cuzco, el Villac Umu, y su co-soberano, o yanapac, ostentan poder religioso y no tienen poder político). Yamqui Yupanqui, ya anciano, renuncia a un golpe de Estado y, en cambio, confirma al sucesor designado. Así la sucesión al mando del Imperio Inca fue asumida por su hijo, Túpac Yupanqui, con quien había cogobernado en los últimos años y quien había demostrado una gran destreza militar en las expediciones que Pachacútec le había encargado tanto hacia el norte como hacia el sur del territorio imperial. De este modo, sin ninguna objeción, Túpac Yupanqui se ceñiría la mascapaicha y asumiría por completo el gobierno del Tahuantinsuyo, tras la muerte y exequias reales de su padre.

## Obras

### Transformación de reino a imperio
Gracias a Pachacútec, los dominios del incario dejaron de constituir un simple reino para conformar el Tahuantinsuyo, un Estado que logró dominar y controlar política, militar y económicamente a otros estados y cacicazgos ubicados en las proximidades de los Andes. Esta transformación devino de las victorias obtenidas ante varios estados que rodeaban inicialmente el reino inca: principalmente la confederación chanca y el señorío de los Ayarmaca.

### Sistema de mitimaes y quechuización
Pachacútec implantó el sistema de mitmas o mitimaes 'trasladados, colonos' en todo el Tahuantinsuyo. Estos eran grupos humanos desplazados por el Estado a cualquier punto conquistado por el incario a fin de cumplir tareas específicas que vertebraran y cohesionaran el imperio. Los mitimaes colonizaban, llevaban consigo las técnicas y modos de producción cusqueños, enseñaban las leyes y costumbres y divulgaban la religión de los incas. También realizaban una labor de control de las poblaciones recién incorporadas al Tahuantinsuyo. Su función era de producir los elementos básicos que cubriesen las necesidades de los súbditos y la de reproducir los rasgos culturales con el objetivo de quechuizar a los recién incorporados.

### Arquitectura y urbanismo

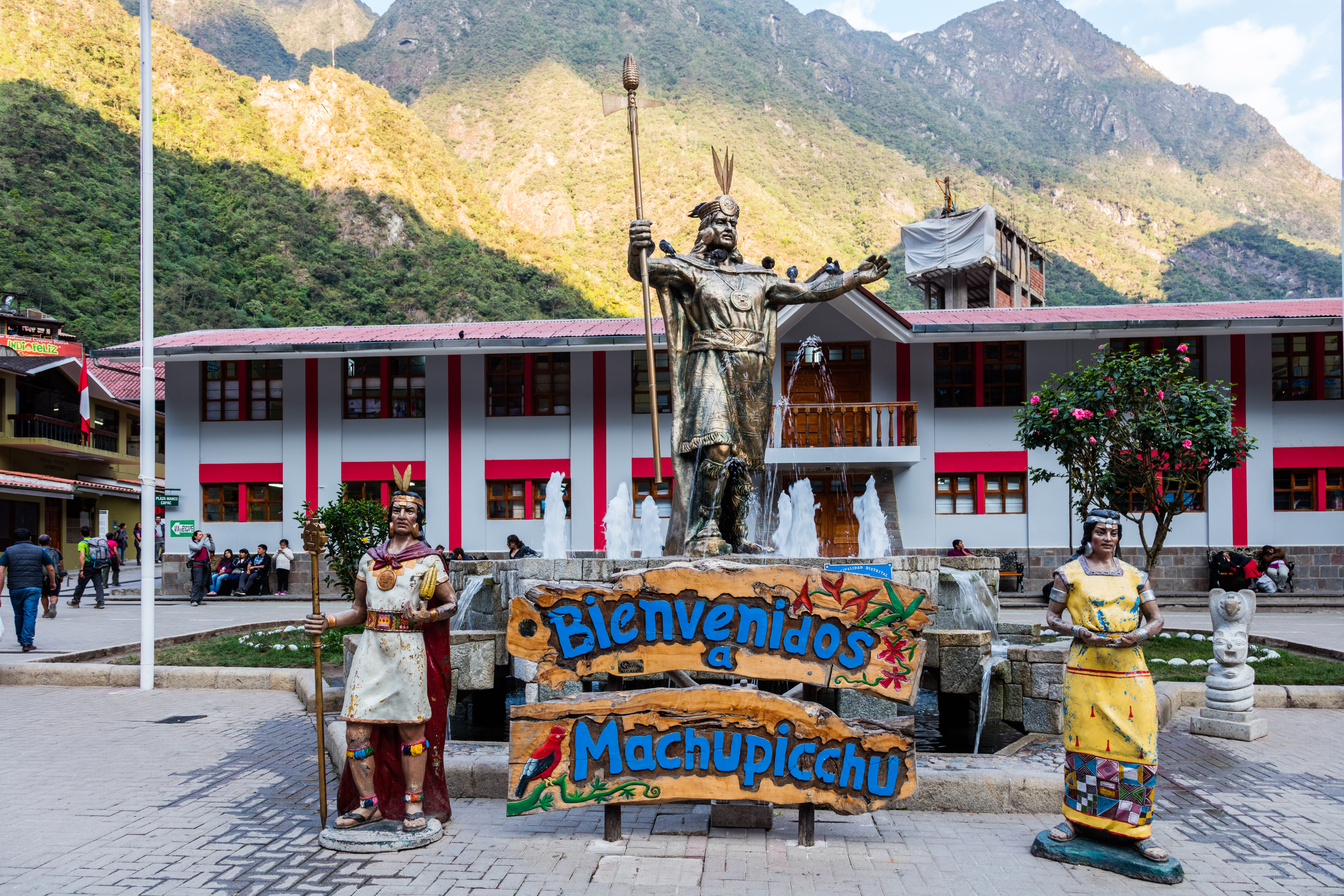
Monumento a Pachacútec en Aguas Calientes, cerca a Machu Picchu en Perú.

Desde el punto de vista de los logros urbanísticos y arquitectónicos, Pachacútec mandó canalizar los ríos Saphy y Tullumayo, que frecuentemente anegaban la ciudad del Cuzco. Asimismo reedificó y ornamentó con grandes riquezas el santuario del Inticancha o recinto del Sol, cuyo nombre hizo cambiar por el de Coricancha, que significa 'recinto de oro'. El primer emperador inca restauró el palacio de Pomamarca ("Ciudad del Puma") y el palacio de Patallacta, donde falleció, en la ciudad de Carmenca. Finalmente, planificó la construcción del templo-fortaleza de Sacsayhuamán, ubicada al norte de la ciudad del Cuzco, la misma que empezó a levantar su hijo Túpac Yupanqui y concluyó su nieto Huayna Cápac, padre de Huáscar, Atahualpa y Manco Inca. Algunos historiadores le atribuyen también la creación del Acllahuasi, así como la planificación y construcción de la ciudadela de Machu Picchu.

## Momia
Como toda realeza inca, su cuerpo fue momificado y preservado por muchos años, incluso después de la conquista del Perú. El último lugar conocido de haber albergado sus restos fue el antiguo Hospital Real de San Andrés en Lima, Perú.[cita requerida]

## Impacto en la cultura popular y oficial
La figura de Pachacútec, dada la implicancia y connotación de su título en quechua: 'el que transforma el mundo' o más correctamente filológicamente 'la vuelta del mundo' (ver § Nombre en este artículo), ha sido objeto de innumerables discusiones de acuerdo a la visión mítica e idealista que se tiene sobre él y la consolidación del Imperio inca, para la visión andina.
Otros historiadores recalcan su figura histórica y tienden a considerarlo como una de las principales figuras en el desarrollo de las civilizaciones precolombinas como, por ejemplo, diría de él el historiador británico Clements R. Markham: «El más grande hombre que la raza aborigen de América haya producido»; otros historiadores y cronistas comparan su figura con la de un Carlomagno americano, haciendo referencia a la expansión del Estado inca y la consolidación del imperio que logró; e incluso a la de Solón, recalcando los dotes de legislador y estadista que se cuenta tuvo Pachacútec.
El compositor peruano José María Valle Riestra (1858) compuso el poema sinfónico Pachacútec: fantasía incaica, en honor al inmortal inca.

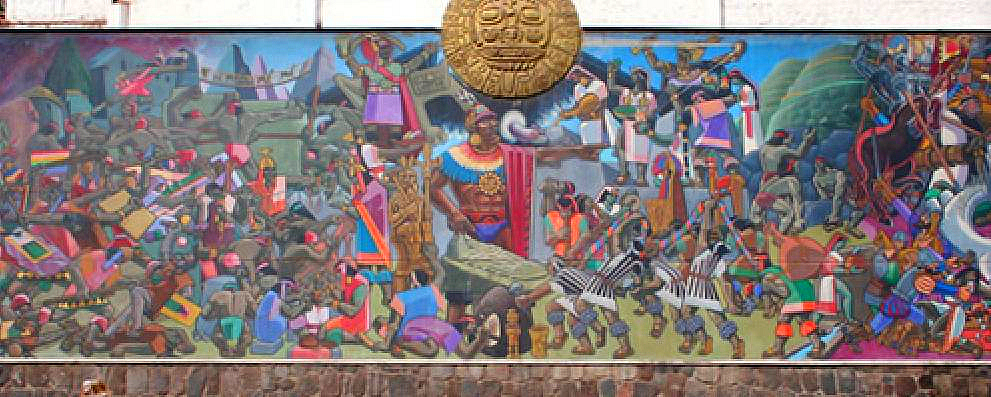
Detalle central del mural de la Historia del Qosqo, por Juan Bravo, para la municipalidad del Cuzco. El mural tiene como eje y figura central a Pachacútec, como reconocimiento de ser el iniciador de la expansión inca, la organización del Tahuantinsuyo y el legado dado que perdura hasta la actualidad.

«Con sus medidas dio unidad geográfica e idiomática, iniciando la uniformidad que permitió más tarde la formación del Perú actual».
Tomado de Historia del Tahuantinsuyo, historiadora María Rostworowski.